# アウクスブルク市電GT5形電車
GT5形は、かつてドイツ・アウクスブルクの路面電車であるアウクスブルク市電で使用された電車。動力付きの3軸車体と動力がない2軸車体を繋いだ独特な構造が特徴の2車体連接車で、廃車後は多数の車両がルーマニア・ヤシのヤシ市電へ譲渡された。

## 概要
アウクスブルク市電では1956年に従来の車両よりも収容力が向上した3軸車の導入を実施した。その結果、輸送力の増強のみならず車掌をはじめとする必要人員の削減も実現した。これに続き、旧型車両の置き換えおよび更なる合理化を図るために導入されたのがGT5形である。
ステアリング機構を備え、SWW製の主電動機を2基搭載した3軸台車を運転台付きの先頭車体に、ボギー式の付随車体を後方に連結した2車体連接式で、双方の車体はゴムばねが搭載されたジョイントで繋がっていた。制動装置は圧縮空気ブレーキを併用した電気ブレーキとスプリングブレーキ、停車用の電磁吸着ブレーキが用いられた。

側面図

1964年に最初の13両（522 - 534）が製造された後、1968年には増備車として7両（535 - 541）が導入された。これに加え、前述した3軸車についても輸送力の均一化を図るためGT5形に改造する事となり、電動車（→511 - 521）および付随車（→542 - 552）全車を対象に1968年から1969年にかけて実施された。
1972年から1973年にかけては信用乗車方式への対応工事が実施され、以降もアウクスブルク市電の主力車両として使用されたが、後継車両の導入に伴い1985年以降廃車が行われ、最後の車両が営業運転から撤退したのは2000年であった。そのうち、15両についてはルーマニア・ヤシの路面電車であるヤシ市電へ譲渡されたが、2022年時点で全車とも営業運転から離脱している。
2022年現在、アウクスブルクに535が保存されている他、ヤシでも1両の保存が確認されている。

ヤシ市電譲渡後のGT5形
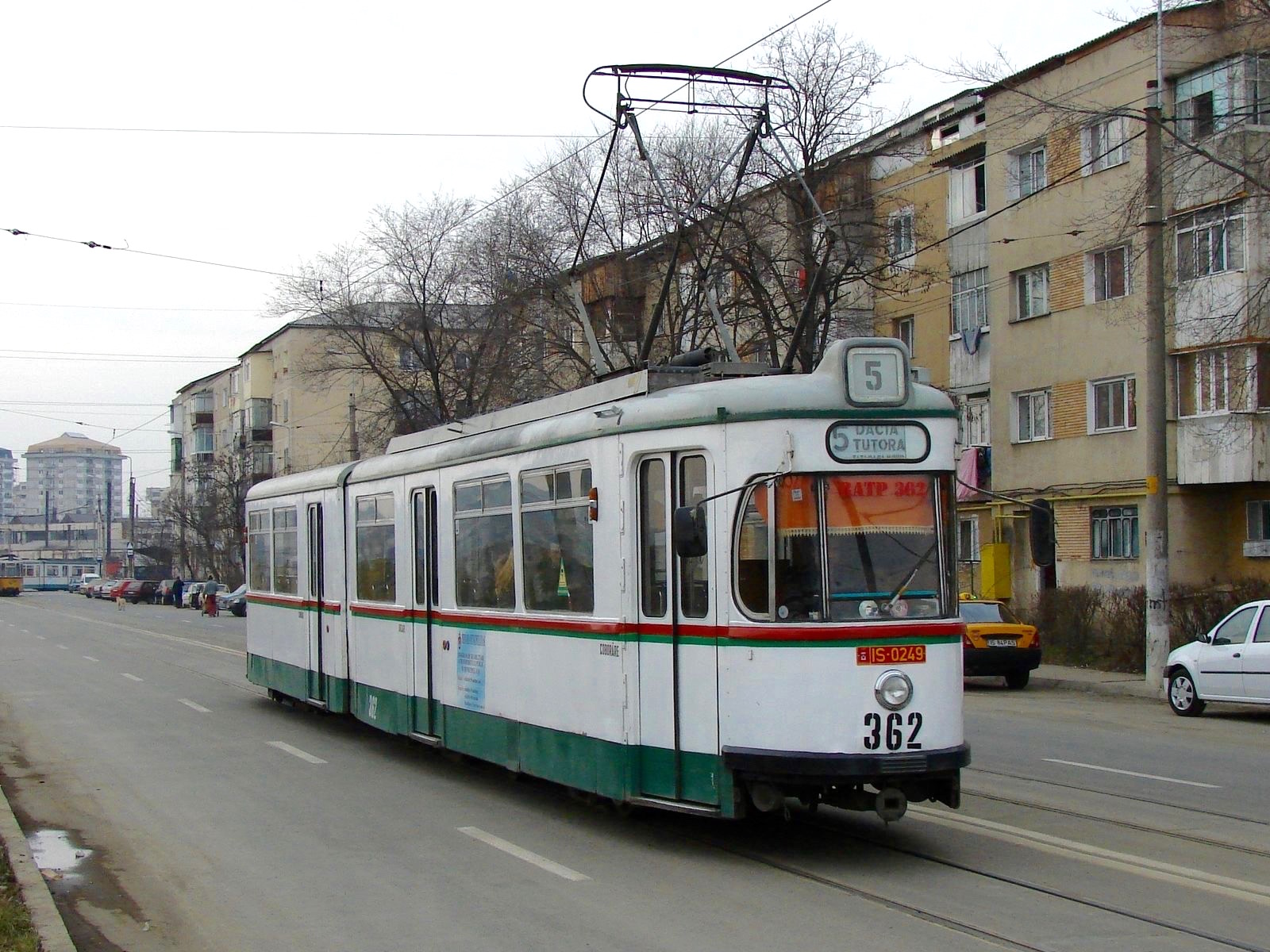
362（←522） （2008年撮影）
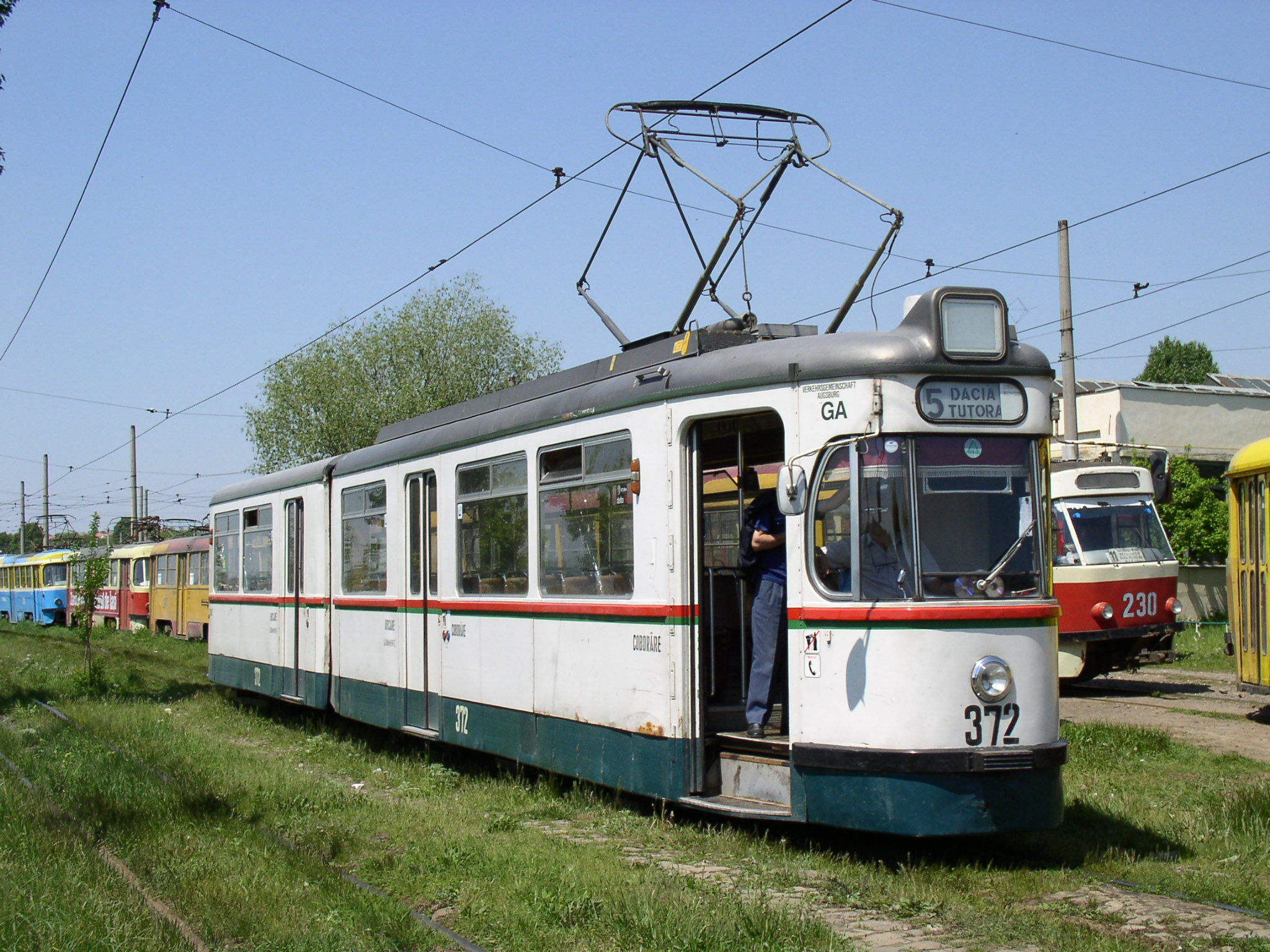
372（←532） （2006年撮影）

## 参考資料
- Herbert Waßner (1998). 100 Jahre Augsburger Nahverkehrsfahrzeuge im Bild. Augsburg Presse-Druck und Verlags-GmbH